# Biltong
El biltong és un tipus de carn seca originària del Sud-àfrica. Normalment es tracta de carn de bou i es calcula que se'n produeixen unes 100 tones anuals.
Es caracteritza per tenir un baix contingut en aigua, fet que fa variar les propietats organolèptiques pròpies de la carn, ja que passa a perdre una gran part del seu pes fresc. La carn fresca conté un 75% d'aigua, mentre que al biltong aquest percentatge baixa fins a aproximadament un 20%. A més a més, l'assecat de la carn n'impedeix l'enranciment causat per enzims o els productes d'oxidació.
És un producte llest per consumir, és a dir, no requereix ser rehidratat ni cuinat, a diferència d'altres carns seques. A causa d'això, és molt important que la seva fabricació i emmagatzematge es duguin a terme de manera segura, ja que podria ser una font de possibles patògens de transmissió alimentària. Tanmateix, hi ha estudis que han trobat amb freqüència prou significativa diversos lots de biltong podrien contenir fins a 10⁹ unitats formadores de colònies per gram (UFC/g) de producte, una càrrega microbiològica massa alt per a assegurar-ne la seguretat per al consumidor. És per això que el control durant el procés sencer de producció és fonamental.
El biltong es prepara a partir de carn del llom d'alguns herbívors tallada amb una longitud de mig metre de llargària i 5 centímetres de gruix. A aquests trossos se'ls afegeix sal o espècies ii finalment es deixen assecar a l'ombra entre deu i catorze dies.

## Etimologia, història i extensió del biltong
L'etimologia del nom biltong sembla que prové de "bil", una paraula amb origen neerlandès que fa referència a la cuixa posterior d'un animal; i "tong", que fa referència a la seva forma de llengua.
El biltong es va començar a produir a Sud-àfrica, utilitzant la dessecació i la sal com a mètodes de conservació dels aliments. Amb els anys, aquest producte s'ha convertit en un aliment bàsic de la dieta sud-africana. Recentment ha sorgit la producció a gran escala de biltong, amb una base de carn de vedella.
El 2003 es va estimar que el valor del mercat global del biltong era d'uns 40 i 70 milions d'euros. Actualment es pot trobar en supermercats sud-africans i altres botigues de tot el món.

## Característiques intrínseques de l'aliment
Es poden trobar dos tipus de biltong: el biltong sec i el biltong semisec.
- El biltong sec té una humitat de 21,5 - 25,3g/100g biltong, una activitat hídrica de 0,65-0,68 i una concentració salina de 5,5 - 7,9g/100g biltong.[4]
- El biltong semisec té una humitat de 35,1 - 42,8g/100g de biltong, una activitat hídrica de 0,85 - 0,89 i una concentració de sal de 3,8 - 5,6g/100g de biltong.[4]

Els dos tipus de biltong tenen un pH entre 5,00 i 6,25.
Pel que fa a la composició, s'ha vist que els fosfats són les sals més abundants, seguits dels clors i els sulfats. Abunden el potassi i el sodi i, a més a més, el biltong també conté magnesi, calci i ferro en petites quantitats. D'altra banda, presenta un 12,4% de nitrogen, un 0,009% de sucre (i un total de 0,213% de carbohidrats), un 5,26% de greixos i un alt contingut en proteïnes. Es considera, per tant, un aliment amb un gran valor nutricional, i tot i que els productes secs solen comportar una digestió més complicada, els sucs gàstrics dels consumidors són suficients per digerir el biltong sense problemes.

### Activitat de l'aigua (Aw)
L'activitat aquosa o activitat de l'aigua (Aw) s'entén com la humitat en equilibri d'un producte. Ve determinada per la pressió parcial del vapor d'aigua, i depèn del tipus de producte, la temperatura i el contingut en aigua d'aquest. L'activitat aquosa interferirà en les propietats organolèptiques (gust, olor, textura, color…), el temps de conservació i el valor nutricional d'un aliment.
És un element molt important a tenir en compte pel que fa a la proliferació dels microorganismes, perquè per norma general, aquests necessiten aigua disponible per a la seva proliferació, i la pressió osmòtica que aquesta exerceix sobre les seves membranes té grans efectes en el seu desenvolupament.
L'Aw d'un aliment es pot reduir de dues maneres diferents:
1. Addició de soluts.
2. Extracció d'aigua.

El que s'aconsegueix amb això és concentrar els soluts en la fase aquosa de l'aliment, reduint l'aigua disponible pels microorganismes. Això ajuda a limitar-ne la proliferació, suposant una bona eina per allargar els períodes de conservació dels aliments.
El valor de Aw, com a nombre adimensional oscil·la entre 0 i 1. La majoria de bacteris patògens proliferen per sobre del 0,91, i els fongs deteriorants solen colonitzar aliments amb Aw a partir del 0,8. És per això que, tractant-se d'un aliment sec o d'humitat intermèdia (amb baixa activitat hídrica), el biltong resulta ser un aliment més segur pel que fa a la colonització per microorganismes, sobretot pel que fa a bacteris.
L'Aw del biltong es troba entre 0,6-0,8, segons el tipus, mentre que l'activitat de l'aigua del mateix tipus de carn però fresca se situaria al voltant del 0,98.

## Procés de producció

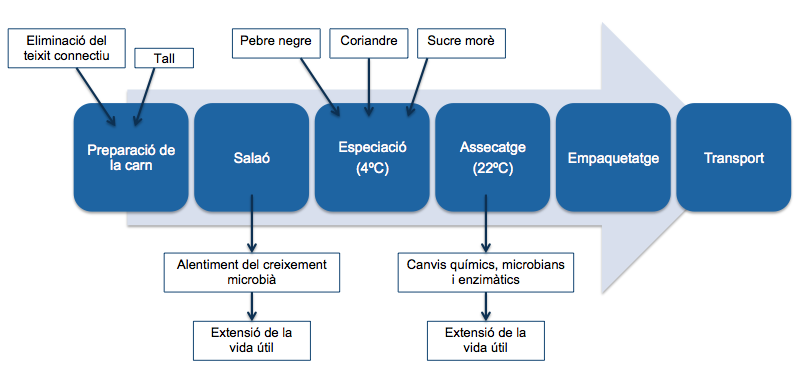
Procés de producció del Biltong

La producció d'aquesta carn seca consta de diversos passos, que inclouen la preparació de la carn, la salaó, l'especiació i l'assecat:
1. Preparació de la carn: Generalment s'agafa un tros de la musculatura de l'animal, se n'elimina el teixit connectiu i la carn restant es talla en tires llargues.[7]
2. Salaó: un pas molt important és l'addició de sal a la carn. Aquesta s'uneix a l'aigua present, de manera que en deixa menys de disponible per al creixement microbià i això permet allargar la vida útil del producte. De vegades s'hi afegeix vinagre i àcid sòrbic, que també actuen inhibint o retardant el creixement de microorganismes i hi afegeixen un gust addicional.[7]
3. Especiació: La carn se submergeix en pebre negre, coriandre i sucre morè, tot i que els condiments afegits en aquest pas poden variar molt. Abans de ser assecada pot ser que la carn sigui emmagatzemada al voltant de 4°C.[7]
4. Assecat: El mètode tradicional és penjar les tires de carn a l'exterior (a una temperatura d'uns 22 °C[4]) durant una o dues setmanes en funció de les condicions ambientals, però a escala industrial existeixen cambres d'assecat on es controlen la temperatura i la humitat relativa. Com més gruix tinguin les tires de carn, més llarga serà aquesta fase.[7] Aquest procés provoca canvis químics, microbians i enzimàtics en els productes carnis, responsables de l'extensió de la seva vida útil.[1]

L'ús de l'assecat per infrarojos de longitud d'ona curta és una alternativa potencial a l'assecament convencional, que millora la qualitat microbiològica dels productes de biltong, alhora que ofereix productes de qualitat satisfactòria.
Els processos de salaó i assecat són essencials. La presència únicament d'un dels dos és insuficient per garantir la reducció dels microorganismes i la inhibició de la seva proliferació.
A l'hora d'empaquetar i transportar el producte és molt important l'etiquetat. A Catalunya, per exemple, la normativa que cal seguir per a etiquetar els productes és segons l'Agència Catalana de Seguretat Alimentària (ACSA), que alhora segueix lleis establertes a nivell europeu. Aquestes es redacten per garantir un correcte procediment i estat de l'aliment, i per posar en mans del consumidor tota la informació que pot necessitar en el moment de comprar la carn, de consumir-la o manipular-la. Els detalls que ha de contenir l'etiqueta són, entre d'altres: data de producció, data de caducitat o de consum preferent, país d'origen o lloc de procedència, temperatura d'emmagatzematge, valor nutricional, etc.

## Característiques microbiològiques del Biltong
La carn de biltong sec es caracteritza per tenir un baix contingut d'humitat, baixa activitat de l'aigua i un alt contingut en sal. Aquestes característiques afavoreixen que en aquest producte hi hagi un baix contingut de microorganismes totals, un alt contingut en bacteris de l'àcid làctic (LAB) i un alt nivell d'àcid D-làctic. Això significa que aquest tipus de carn compleix la qualitat higiènica estàndard. Els microorganismes podrien tenir un paper en el processament del producte. Segons un estudi realitzat, algunes mostres de biltong contenien una alta concentració de lactobacils i d'àcid D-làctic.
Estudis microbiològics de l'aliment han analitzat microorganismes patògens comuns en aquest tipus de carns seques, que són Salmonella: Salmonella thompson 120, Salmonella enteritidis H3527, Salmonella typhimurium H3380, Salmonella heidelberg F5038BG1, i Salmonella hadar MF60404. El gènere Salmonella pertany a la família d'enterobacteris, bacteris gramnegatius, mòbils, i aerobis o anaerobis facultatius. És un patogen típic de transmissió alimentària i normalment causa gastroenteritis amb les següents manifestacions clíniques: nàusees, vòmits, diarrea, dolor abdominal, febre i cefalea.
Així doncs, el biltong pot presentar més comunament microorganismes alteradors de l'aliment (enterobacteris, coliforms, llevats, bacteris de l'àcid làctic, estafilococs) i molt ocasionalment microorganismes patògens (Salmonella, Escherichia coli O157, Listeria monocytogenes). De totes maneres, molts d'ells podran eliminar-se en el moment de processar la carn i d'aquesta manera s'evitaran infeccions alimentàries.
La normativa alimentària establerta que s'encarrega de regular la preparació de mostres microbiològiques per analitzar, procedents de productes carnis, entre els les quals s'inclou la carn seca i deshidratada, és la UNE-EN ISO 6887-2:2017. Aquestes normes estan encarades a garantir la qualitat i seguretat dels aliments produïts per tal de reduir el risc pel consumidor.

### Conseqüències de la presència de microorganismes al Biltong
Sembla que els microorganismes no estan involucrats en el desenvolupament de les característiques organolèptiques del biltong, ja que no s'han trobat diferències significatives en la composició d'àcids grassos i d'aminoàcids en lots de biltong tractats amb antibiòtics i sense. Per tant, es podrien afegir inhibidors microbians per tal de preservar el producte sense alterar-ne el gust, l'olor o la textura. Tot i això, és important controlar la presència de microorganismes potencialment patògens al biltong.

#### Brots i microorganismes perillosos associats al consum de Biltong
Durant l'agost del 2008 es va donar un brot de Salmonella typhimurium DT104 a Londres. Es van identificar 16 casos, i tot i que els estudis ambientals no van ser del tot concloents se sospita que el detonant va ser el consum de biltong.
En un altre estudi es va buscar determinar la prevalença d'Escherichia coli O157:H7 en productes derivats carnis de Sud-àfrica. Es van analitzar 45 mostres de biltong, i només un 2,8% de les mostres van resultar ser positives per aquest microorganisme. Tot i això, aquesta és una soca patògena que pot causar problemes greus de salut, de manera que és important controlar-ne la presència durant totes les fases del procés de producció del biltong.
Un altre microorganisme a tenir en compte a l'hora de determinar la seguretat de l'aliment és Mycobacterium bovis, agent causal de la tuberculosi als bous d'on provindria el biltong. Aquest patogen sembla tenir una resistència elevada a la dessecació, de manera que en tractar-se de carn crua i seca és de crucial importància controlar-ne la presència per a poder garantir la seguretat del consumidor.